# ليزا ماري سكوت
ليزا ماري سكوت (بالإنجليزية: Lisa Marie Scott)‏ هي عارضة أمريكية، ولدت في 1 فبراير 1974 في بينساكولا في الولايات المتحدة.

## وصلات خارجية
- ليزا ماري سكوت على موقع IMDb (الإنجليزية)
- ليزا ماري سكوت على موقع قاعدة بيانات الفيلم (الإنجليزية)